# 中田雅明
中田 雅明（なかだ まさあき、1958年4月5日 - ）は、日本の実業家、株式会社魚力元代表取締役社長。

## 人物・経歴
1958年4月5日、栃木県生まれ。1981年3月、立教大学経済学部経済学科卒業。同年4月、株式会社岡村製作所入社。1987年8月、千代田トレーディング株式会社入社。
1994年1月、株式会社魚力入社。1995年9月、管理本部長、1996年6月、取締役就任。1998年4月、財務経理部長、2010年6月、常務取締役就任。2011年4月、管理本部長。

2011年6月、代表取締役社長就任。
2014年に策定した中期経営計画では、収益性を重視する改革を行い、全ての事業で見直しを図り、経営基盤の再構築を目指した。その結果2015年には営業利益率4.5％に加え、東証1部上場を達成した。2016年には、新しい中期計画である『魚力ブランド』クリエーションプラン2018を策定し、従来の「鮮魚小売り店」の枠を超えた飛躍を目指す取り組みを推進した。